# INS Viraat

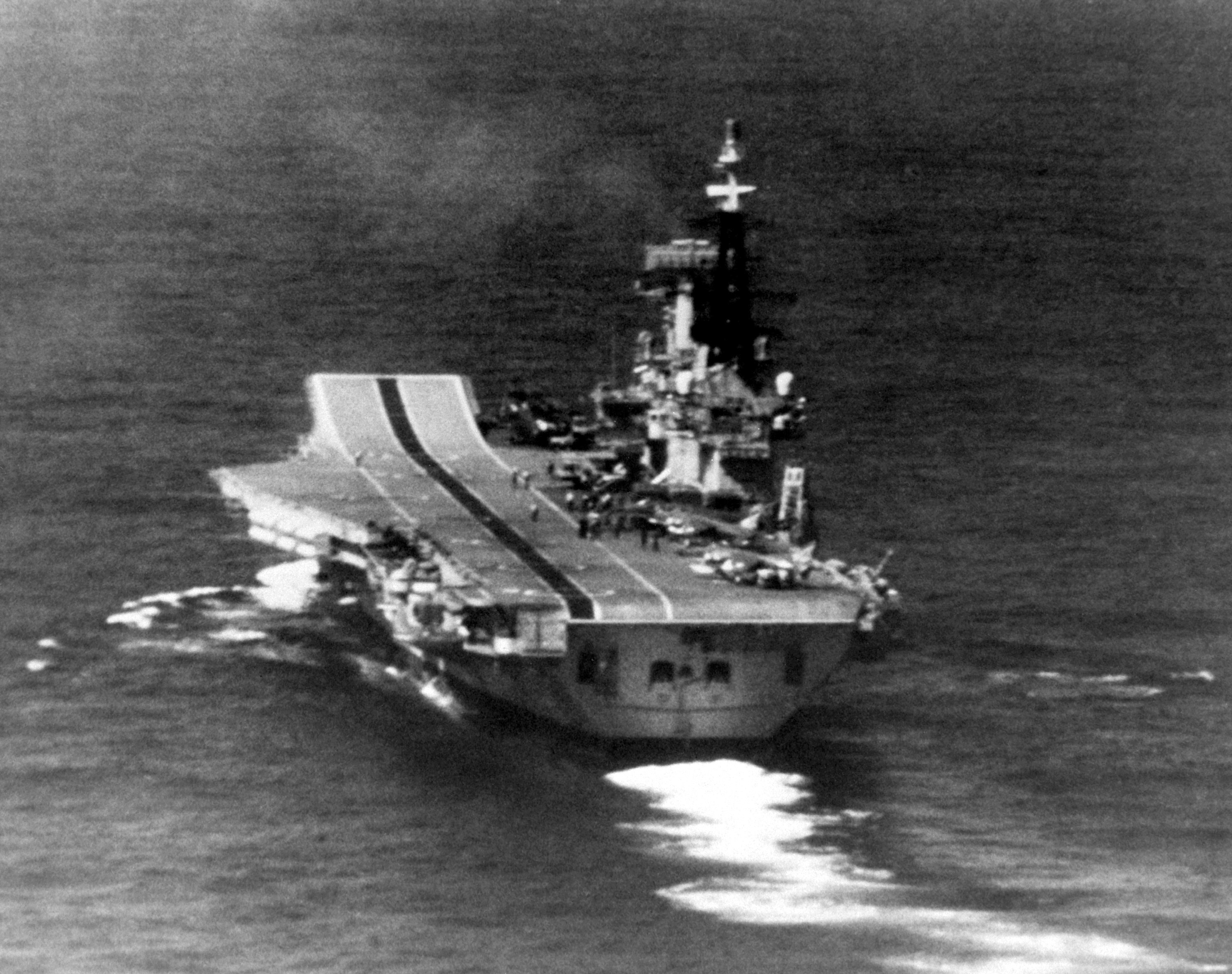
HMS Hermes (R12) em 16 de março 1982.

HMS Hermes (R12) foi um porta-aviões, da Classe Centaur, comissionado em 25 de novembro de 1959 para a Marinha Real Britânica e ficou no serviço ativo do Reino Unido até 1984. Participou da Guerra das Malvinas em 1982, assumindo a posição de navio líder da esquadra.
Em 1986 foi vendido para a Marinha da Índia e passou a usar o nome de INS Viraat (R22) (Sânscrito: विराट, Virāṭ. "Gigante"). O Viraat foi o navio-almirante da marinha de guerra indiana por muitos anos até ser removido do serviço ativo em 2016 e descomissionado formalmente no ano seguinte.

## HMSHermes(R12)
O navio foi construído pelo estaleiro Vickers-Armstrong em Barrow-in-Furness na Inglaterra durante a Segunda Guerra Mundial com o nome de HMS Elephant. A construção foi suspensa em 1945, e só foi retomada em 1952 com a limpeza do casco e conclusão da rampa de lançamento de aviões, o porta-aviões foi lançado ao mar em 16 de fevereiro de 1953. A embarcação permaneceu inacabada até 1957, o navio finalmente entrou em serviço em 18 de Novembro de 1959, com o nome de HMS Hermes após extensas modificações.

### Guerra das Malvinas
O Hermes estava sendo preparado para ser desmontado em 1982, depois de uma avaliação feita pela Royal Navy,  quando a Guerra das Malvinas eclodiu. O navio foi transformado no carro-chefe das forças britânicas, partindo para o Atlântico Sul apenas três dias depois da invasão argentina das Ilhas Malvinas. O porta-aviões estava armado com 12 aviões  Sea Harrier FRS1 da Royal Navy e 18 helicópteros Sea Kings. Poucas semanas depois, mais aeronaves voaram ou foram transportados por outros navios para substituir algumas perdas e aumentar a força-tarefa. A aviação embarcada do Hermes aumentou  para 16 Sea Harriers, 10 Hawker Siddeley Harrier GR3 operados pela Royal Air Force, e 10  helicópteros Sea Kings (alguns dos helicópteros que chegaram as Malvinas com o porta-aviões foram redistribuídos  para outros navios). Estava embarcada no navio tropas de Serviço Aéreo Especial (SAS) e Real Marines. O porta-aviões foi a mais importante peça da força britânica deslocada para as Malvinas. Devido à possibilidade de ataques da força aérea argentina, o navio ficou a distância operando no limite do raio de alcance de seus aviões, que foram muito bem sucedidos em conter os aviões inimigos.

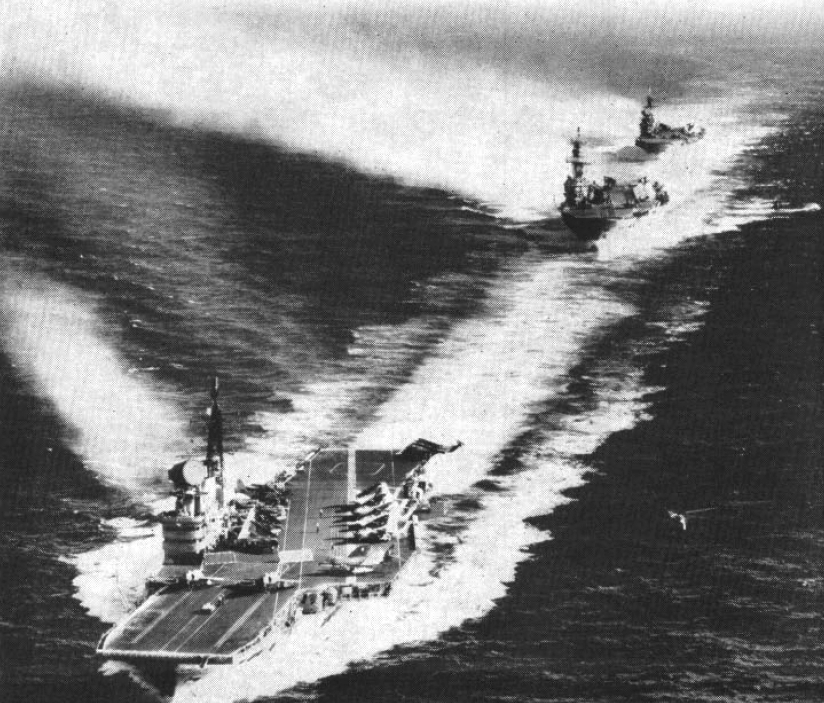
Em manobras com os porta-aviões HMS Victorious (R38) e HMS Ark Royal (R09).
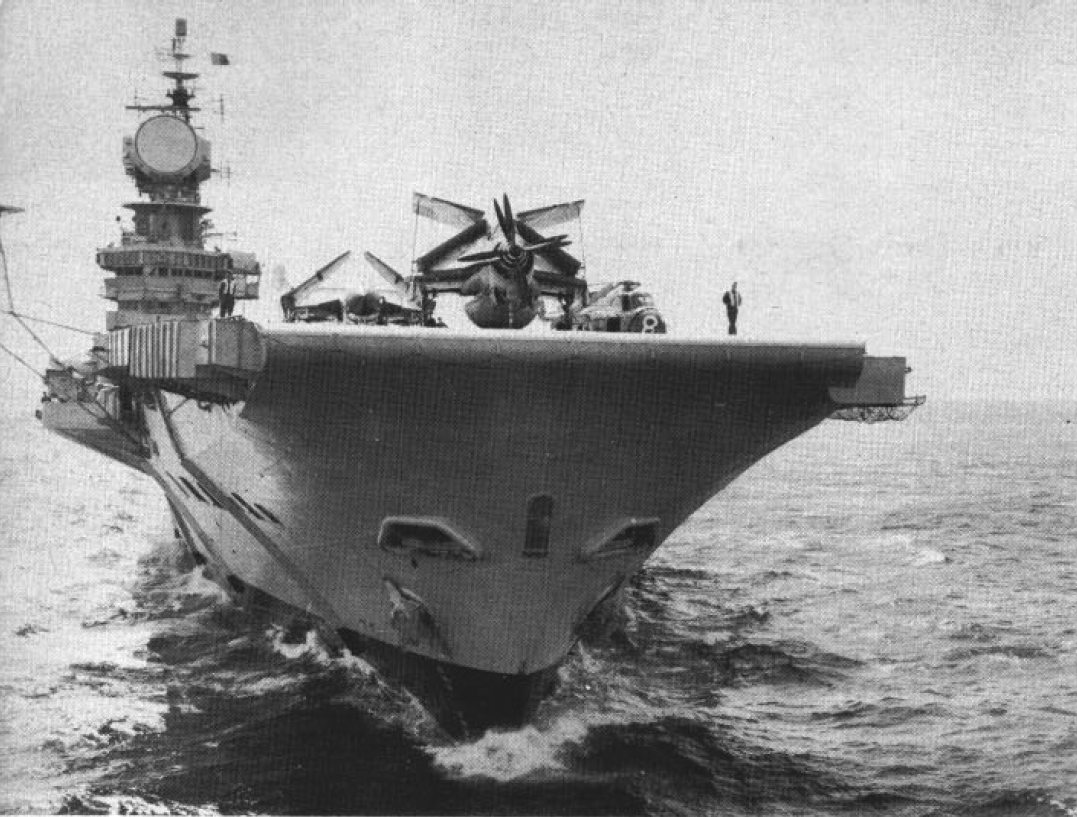
HMS Hermes em 1962.
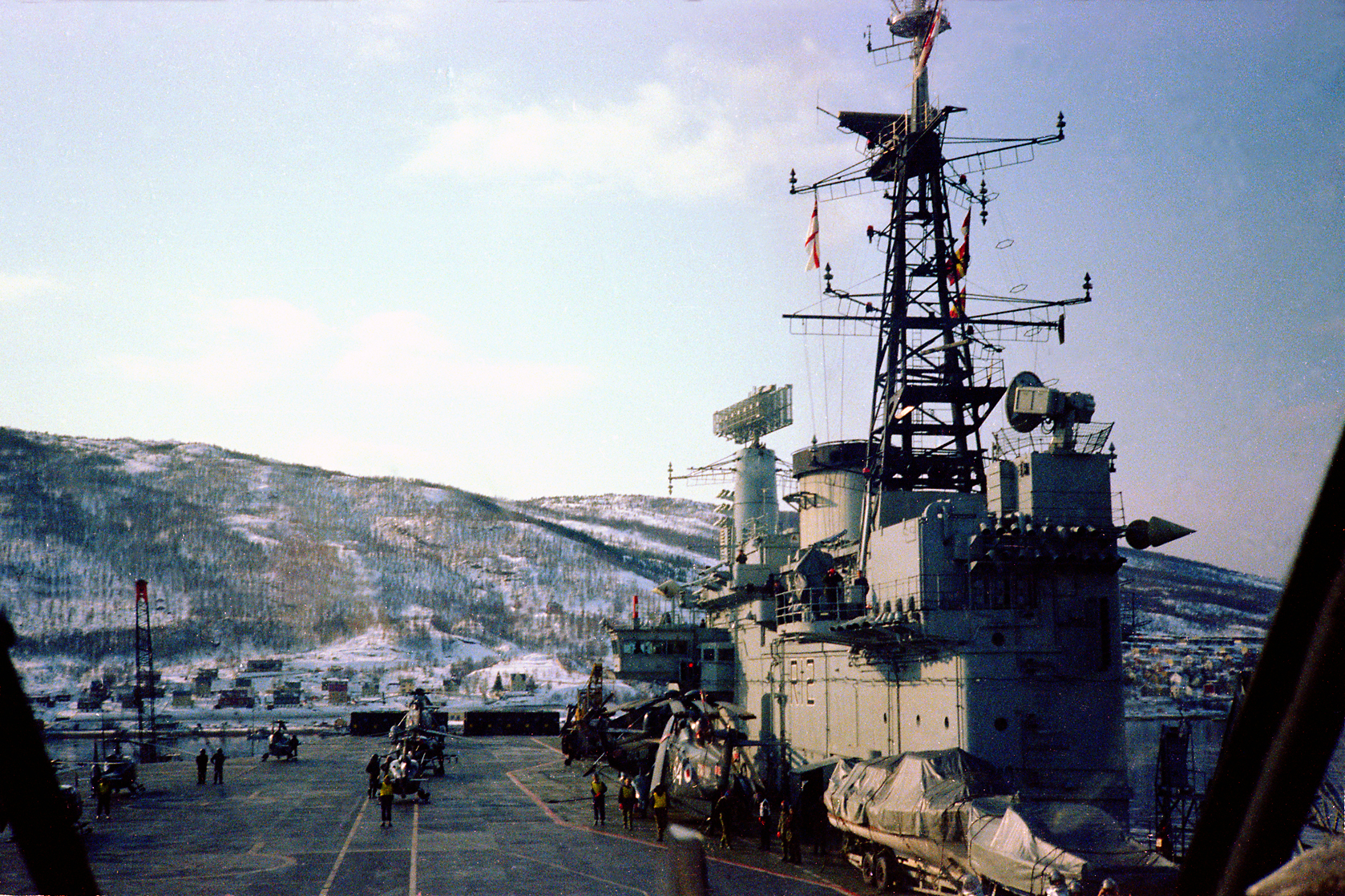
Na costa da Noruega em 1979.
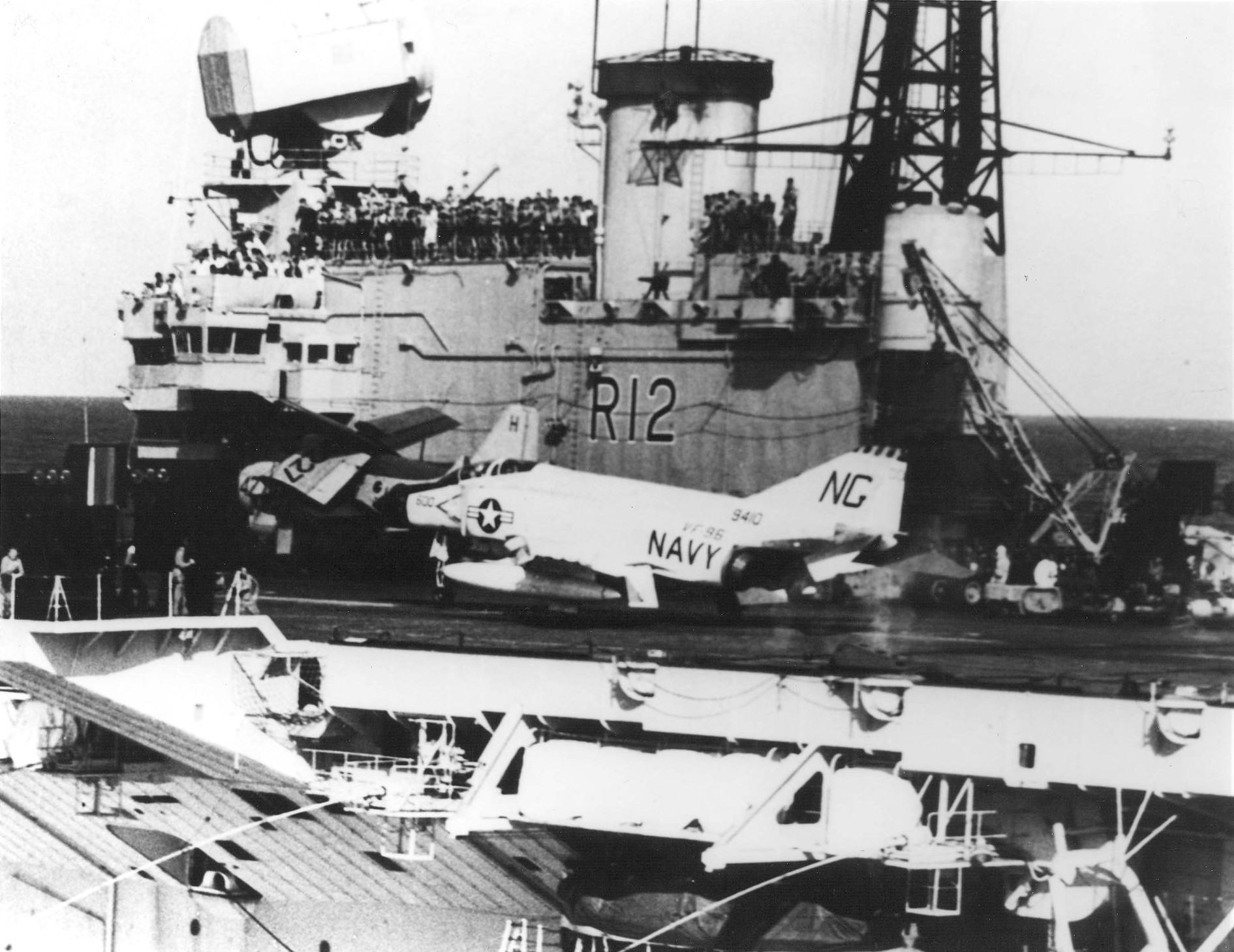
F-4 Phantom II da Marinha dos Estados Unidos em exercício conjunto.

## INSViraat
O NS Viraat é o porta-aviões mais antigo em serviço do mundo e apenas o segundo de seu tipo estacionado no Oceano Índico. Ele possui capacidade de carregar cerca de 30 aeronaves (incluindo o caça BAE Sea Harrier) e tem um complemento de 1 350 homens.
Em 2009, o governo indiano demonstrou sinais de que pretende aposentar o navio por volta do ano de 2020. A essa altura, a embarcação completaria cerca de 60 anos no serviço ativo, mais do dobro da vida útil projetada para o navio que era de 25 anos. Um porta-aviões mais moderno e maior está sendo projetado para a Marinha da Índia para substituir o Viraat.

INS Viraat (R22) em navegação (2005).
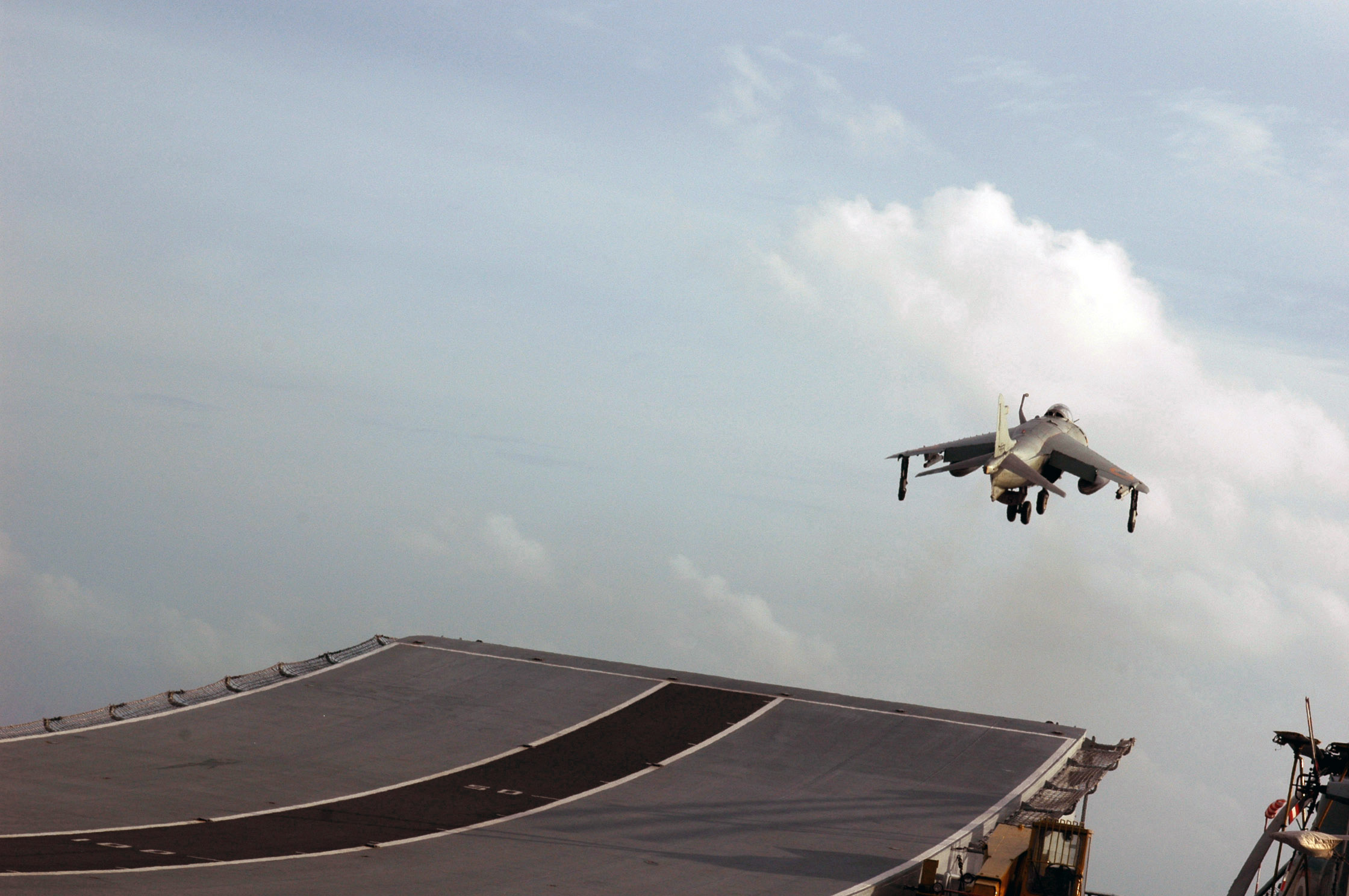
Sea Harrier decolandodo INS Viraat (R 22) durante manobras em 2007.
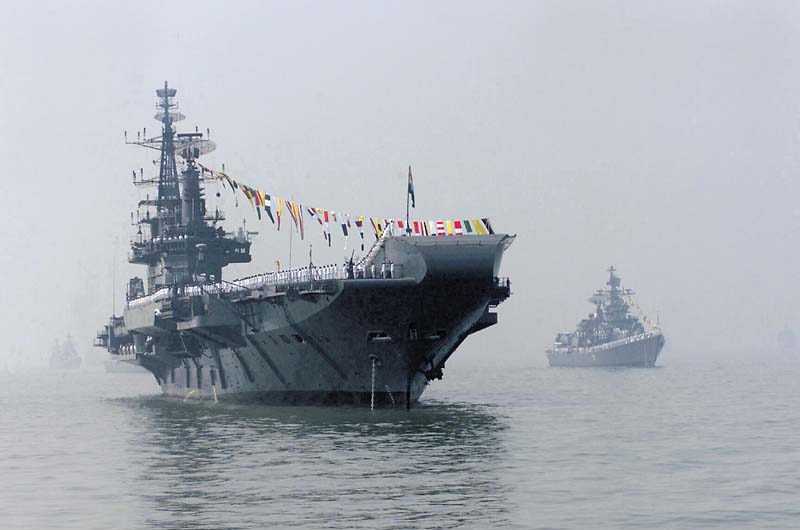
Em parada naval no ano de 2005
INS Vikramaditya (R33) e o INS Viraat (R22) no Mar Arábico em 2014. Um Sea Harrier do Viraat sobrevoa os navios.

Em 2016, o navio foi removido do serviço pela marinha indiana. Os britânicos tentaram arrecar dinheiro para preservar a embarcação e transforma-la num navio museu, mas não conseguiram. Os indianos também fizeram um esforço para transformar o porta-aviões num navio museu, igualmente fracassando na empreitada. O Viraat, ex Hermes, foi desmantelado para virar sucada em 2021.